# Jean André Lepaute

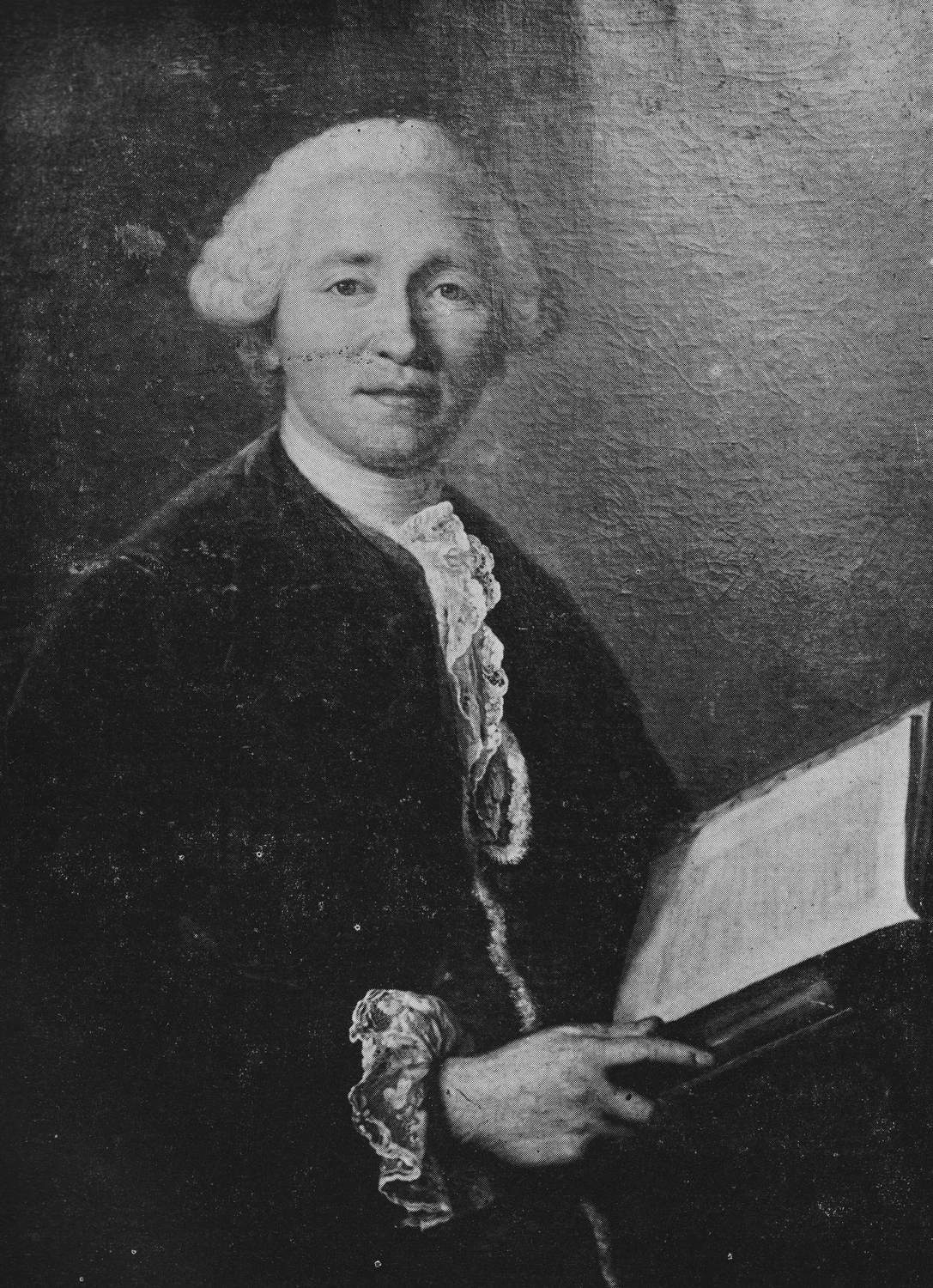
Jean André Lepaute

Jean André Lepaute fue un célebre relojero francés. 
Nació en 1709 en Montmedi, fue a vivir a París desde muy niño, en cuya ciudad se hizo conocer muy pronto por la perfección de sus obras. En 1753 construyó para el palacio de Luxemburgo el primer reloj horizontal que se vio en París y esta obra le valió el tener habitación en aquel palacio, en donde Lalande tenía entonces su observatorio. En el mismo año presentó a la academia de las ciencias una péndola de su invención. Lalande fue otro de los comisionados para examinarla y esta circunstancia fue el principio de la amistad íntima que se estableció entre ambos sabios y que redundó en mutuo provecho. Decía Lalande: 

porque, si he contribuido a la perfección de los trabajos de Lepaute en la relojería, también éste me ha sido de mucha utilidad en la ciencia que yo cultivaba con la perfección de sus péndolas y de las cuales se sirven la mayor parte de los observatorios de Europa.

Murió Jean André en San Cloud, en 11 de abril de 1789. Jean Baptiste Lepaute, hermano y colaborador del precedente también se distinguió en la relojería y fue el autor del admirable y hermoso reloj de la casa municipal de París, donde se colocó en 1786.

## Obra

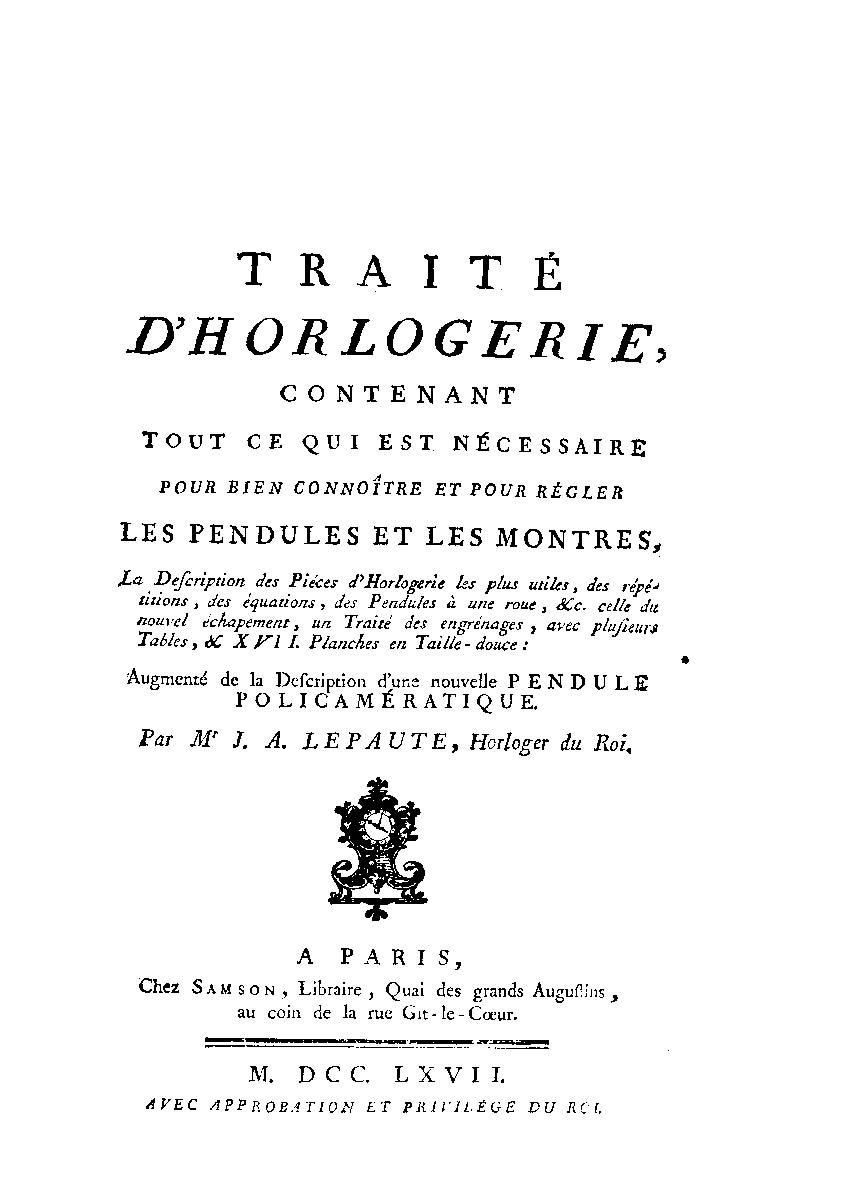
Traité d'horlogerie, 1767

Pertenecen a este artista la mayor parte de los relojes de los edificios públicos de París, entre ellos el de las Tullerías y los del Palacio y Jardín real. Compuso una infinidad de escritos sobre su profesión, de los cuales citaremos los siguientes:
- Tratado de relojería, 1755, y reimpreso en 1768, en 4°
- Suplemento al tratado de relojería, París, 1760. En este suplemento hace la descripción de una péndola policamerática, llamada así porque puede señalar las horas en diferentes aposentos de un palacio, etc.
- Descripción de muchas obras de relojería, 1764, en 12°